# Taron Egerton
Taron David Egerton (født 10. november 1989) er en walisisk skuespiller og sanger. Han har modtaget en Golden Globe Award og har været nomineret til to British Academy Film Awards, a Grammy Award og en Screen Actors Guild Award.
Han slog igennem i rollen som Gary "Eggsy" Unwin i aktionkomedien Kingsman: The Secret Service (2014) og efterfølgerenKingsman: The Golden Circle (2017).. Den første films succes igangsatte Egertons berømmelse og resulterede i, at han skrev en kontrakt på tre film med 20th Century Fox.
Egerton har også spillet med i adskillige biografiske film; han spillede Edward Brittain i dramaet Testament of Youth (2014), Edward "Mad Teddy" Smith i krimithrilleren Legend (2015), titelkarakteren i sportsfilmen Eddie the Eagle (2016) og singer-songwriteren Elton John i musicalen Rocketman (2019), som han modtog stor ros fra kritikerne og vandt prisen for Golden Globe Award for Best Actor – Motion Picture Musical or Comedy.

## Filmografi

### Film
| År   | Titel                        | Rolle                        | Instruktør      | Noter           |
| ---- | ---------------------------- | ---------------------------- | --------------- | --------------- |
| 2012 | Pop                          | Andy                         | Edward Hicks    | Kortfilm        |
| 2013 | Hereafter                    | Tamburlaine                  | Johnny Kenton   | Kortfilm        |
| 2014 | Testament of Youth           | Edward Brittain              | James Kent      |                 |
| 2015 | Kingsman: The Secret Service | Gary "Eggsy" Unwin           | Matthew Vaughn  |                 |
| 2015 | Legend                       | Edward "Mad Teddy" Smith     | Brian Helgeland |                 |
| 2016 | Eddie the Eagle              | Eddie "The Eagle" Edwards    | Dexter Fletcher |                 |
| 2016 | Sing                         | Johnny (voice)               | Garth Jennings  |                 |
| 2017 | Love at First Sight          | Johnny (voice)               | Matthew Nealon  | Sing short film |
| 2017 | Kingsman: The Golden Circle  | Gary "Eggsy" Unwin / Galahad | Matthew Vaughn  |                 |
| 2018 | Billionaire Boys Club        | Dean Karny                   | James Cox       |                 |
| 2018 | Robin Hood                   | Robin Hood                   | Otto Bathurst   |                 |
| 2019 | Rocketman                    | Elton John                   | Dexter Fletcher |                 |
| 2021 | Sing 2                       | Johnny (voice)               | Garth Jennings  | In production   |

### Tv
| År          | Titel                               | Rolle                | Noter       |
| ----------- | ----------------------------------- | -------------------- | ----------- |
| 2013        | Lewis                               | Liam Jay             | 2 episoder  |
| 2014        | The Smoke                           | Dennis "Asbo" Severs | 8 episoder  |
| 2018        | Watership Down                      | El-Ahrairah (stemme) | 4 episoder  |
| 2019 - 2020 | Moominvalley                        | Moomintroll (voice)  | 26 episodes |
| 2019        | The Dark Crystal: Age of Resistance | Rian (stemme)        | 10 episodes |

### Teater
| År   | Titel                        | Rolle         | Teater                  |
| ---- | ---------------------------- | ------------- | ----------------------- |
| 2005 | Oliver!                      | Artful Dodger | Aberystwyth Arts Centre |
| 2006 | Beauty and the Beast         | Le Fou        | Aberystwyth Arts Centre |
| 2011 | The House of Special Purpose | Yakunin       |                         |
| 2012 | The Last of the Hausmanns    | Danny         | Royal National Theatre  |
| 2012 | Saturday Night               | Gene Gorman   |                         |
| 2012 | Divine Words                 | Laureano      |                         |
| 2013 | No Quarter                   | Tommy         | Royal Court Theatre     |

### Musikvideoer
| År   | Sang                        | Kunstner                  | Album                                    |
| ---- | --------------------------- | ------------------------- | ---------------------------------------- |
| 2015 | "The Breach"                | Lazy Habits               | The Atrocity Exhibition                  |
| 2019 | "(I'm Gonna) Love Me Again" | Elton John, Taron Egerton | Rocketman: Music from the Motion Picture |

### Lydbøger
| År   | Titel                                                 | Rolle            | Produktionsselskab |
| ---- | ----------------------------------------------------- | ---------------- | ------------------ |
| 2018 | Jeff Wayne's The War of the Worlds: The Musical Drama | The Artilleryman | Audible            |
| 2019 | Me                                                    | Reader           | Audible            |
| 2020 | The Sandman                                           | John Constantine | Audible            |